# Flughafen Taitung

i7
i11
i13
| Jahr | Flugbe- wegungen | Passagiere (in 1000) | Fracht (in t) |
| ---- | ---------------- | -------------------- | ------------- |
| 1971 | 604              | 2                    | 0             |
| 1981 | 18.235           | 246                  | 976           |
| 1991 | 30.630           | 492                  | 1.220         |
| 2001 | 18.720           | 948                  | 566           |
| 2007 | 10.270           | 457                  | 437           |
| 2008 | 8.870            | 369                  | 358           |
| 2009 | 10.118           | 382                  | 391           |
| 2010 | 10.503           | 408                  | 351           |
| 2011 | 10.727           | 437                  | 376           |
| 2012 | 11.753           | 447                  | 403           |
| 2013 | 11.728           | 429                  | 359           |
| 2014 | 13.948           | 380                  | 305           |
| 2015 | 30.109           | 302                  | 281           |
| 2016 | 43.984           | 300                  | 284           |

Der Flughafen Taitung (chinesisch 臺東機場, Pinyin Táidōng Jīchǎng, englisch Taitung Airport, IATA-Code: TTT, ICAO-Code: RCFN), inoffiziell Fengnian-Flughafen (豐年機場), ist ein kleiner Inlandsflughafen in der Stadt Taitung in der Republik China auf Taiwan. Der Flughafen Taitung liegt im westlichen Teil des Stadtgebiets. Zusätzlich gibt es noch einen größeren Militärflughafen in Taitung, die Zhihang-Luftwaffenbasis (空軍志航基地), die im östlichen Stadtgebiet nahe der Küste liegt.

## Geschichte
Schon in den 1970ern befand sich ein kleines Flugfeld in Taitung, das am 1. Juli 1981 den offiziellen Status eines Flughafens erhielt. Wenige Monate später wurde der zivile Luftverkehr an seinen heutigen Standort im Stadtbezirk Fengnian (豐年里) verlegt. Das alte Flugfeld wurde weiter durch die taiwanische Luftwaffe genutzt und entwickelte sich zur späteren Zhihang-Luftwaffenbasis. Am 1. Juni 2001 wurde der Flughafen Taitung zusammen mit dem Flughafen Hualien zu einem „Flughafen zweiten Ranges“ heraufgestuft. Dies geschah im Rahmen eines Programms der taiwanischen Regierung zur touristischen und wirtschaftlichen Entwicklung der Regionen an der Ostküste. Die Zahl der Flugpassagiere stieg seit der Gründung zunächst kontinuierlich an und erreichte im Jahr 2001 ihren bisherigen Höchstwert von 948.000. Im Jahr 2007 betrug sie dann nur noch 457.000 und nahm seitdem ab auf zuletzt 300.000 im Jahr 2016.

## Infrastrukturdaten
Das Flughafengelände umfasst 153,7 Hektar. Es gibt eine Start- und Landebahn mit den Abmessungen 2.438 × 45 Metern. Die Rollbahn umfasst 2.528 X 22,5, die 17 Flugzeug-Parkbuchten haben einen Umfang von 46.190 m² und die Abfertigungshalle misst 1.623 Hektar.

## Flugverbindungen und Fluglinien
Vom Flughafen Taitung werden drei Ziele angeflogen: Taipeh, sowie die vor der Küste des Landkreises Taitung gelegenen Inseln Lü Dao und Lan Yu. Von Juni bis August 2015 bot China Airlines Charterflüge nach Hongkong an. Auf diesen Flugverbindungen sind die Fluggesellschaften Mandarin Airlines, Uni Air und Daily Air aktiv.

## Flugunfälle
Sehr schwerwiegende Unfälle gab es auf oder in unmittelbarer Nähe des Flughafens seit seinem Bestehen bisher nicht. Am 21. Dezember 2014 machte eine Dornier 228-212 eine Bauchlandung, nachdem der Pilot vergessen hatte, das Fahrwerk auszufahren. Am 15. Juni 1995 war einer Dornier 228-201 der Formosa Airlines dasselbe passiert. In beiden Fällen kamen keine Passagiere zu Schaden.